# Deutsche Gesellschaft für Pharmakologie
Die Deutsche Gesellschaft für Pharmakologie (DGP) ist eine interdisziplinäre wissenschaftliche Fachgesellschaft, die das Fach Pharmakologie in Forschung, Lehre und Krankenversorgung in Kooperation mit anderen Organisationen unter dem Dach der Deutschen Gesellschaft für Experimentelle und Klinische Pharmakologie und Toxikologie (DGPT) fördert. Die DGP ist Mitgliedsgesellschaft der Arbeitsgemeinschaft der Wissenschaftlichen Medizinischen Fachgesellschaften.

## Interdisziplinärer Austausch und Bildungsangebote
Schwerpunkt der DGP sind der interdisziplinäre Austausch zwischen den in der Pharmakologie tätigen Berufsgruppen sowie deren Qualifikation. Zu diesem Zweck organisiert der Verein gemeinsam mit verwandten Organisationen Fachtagungen, wie den Jahreskongress, außerdem Seminare und Kurse zur Weiterbildung und Fortbildung für die Ärzteschaft und in der Naturwissenschaft tätige Personen.

## Medizinische Leitlinien
Die Gesellschaft beteiligt sich an der Erarbeitung Medizinischer Leitlinien im Rahmen des Leitlinienprogramm der AWMF.

## Geschichte
Die Gesellschaft wurde 2009 als Teilgesellschaft der DGPT gegründet.